# Erika Salanciová
Erika Salanciová est une joueuse slovaque de volley-ball née le 14 juin 1991 à Nitra. Elle mesure 1,86 m et joue au poste de réceptionneuse-attaquante. 

## Clubs
| Club                             | De        | À         |
| -------------------------------- | --------- | --------- |
| ŠG Nitra                         |           | 2008-2009 |
| Slávia UK                        | 2009-2010 | 2012-2013 |
| SVS Post Schwechat               | 2013-2014 | 2014-2015 |
| VolleyStars Thüringen            | 2015-2016 | 2015-2016 |
| VK Královo Pole                  | 2016-2017 | 2016-2017 |
| BVK Bratislava                   | 2017-2018 | 2017-2018 |
| KŚ AZS PŚ Gliwice                | 2018-2019 | 2018-2019 |
| AZS KSZO Ostrowiec Świętokrzyski | oct 2019  | nov 2019  |
| UKF Nitra                        | 2019-2020 | …         |

## Palmarès
- Championnat de Slovaquie
  - Vainqueur : 2010, 2011, 2013, 2018.
  - Finaliste : 2012.
- Coupe de Slovaquie
  - Vainqueur : 2010, 2013, 2018.
  - Finaliste : 2011, 2012.
- Championnat d'Autriche
  - Vainqueur : 2014, 2015.
- Coupe d'Autriche
  - Vainqueur : 2015.